# Manuel Quinziato
Manuel Quinziato   (Bozen, 30 d'octubre de 1979) és un ciclista italià, ja retirat, que fou professional entre el 2002 i el 2017.
El 2001 es va proclamar Campió d'Europa en contrarellotge sub-23 i al final de la temporada va quedar novè en el campionat del món de contrarellotge en aquesta categoria a Lisboa. L'any següent es va convertir en professional de la mà de l' equip Lampre-Daikin, amb el qual va aconseguir diverses places d'honor a les contrarellotges durant la temporada. El 2006 va fitxar per l'equip Liquigas per ajudar a Filippo Pozzato en les clàssiques. Quan Pozzato va deixar l'equip fou ell l'encarregat de liderar l'equip a les clàssiques de primavera. El 2011 fitxà pel BMC Racing Team, amb el qual es proclamà campió del Món de contrarellotge per equips el 2014 i 2015, a més de ser segon el 2012 i 2016. En el seu palmarès també el Campionat nacional en contrarellotge de 2016.

## Palmarès
- 2001
  - Campió d'Europa en contrarellotge sub-23
  - Vencedor d'una etapa del Giro de les Regions
- 2006
  - Vencedor d'una etapa del Tour del Benelux
- 2008
  - Vencedor de 2 proves de l'Intaka Tech Worlds View Challenge
- 2014
  -  Campió del món en contrarellotge per equips
- 2015
  -  Campió del món en contrarellotge per equips
- 2016
  -  Campió d'Itàlia de contrarellotge

### Resultats al Giro d'Itàlia
- 2003. 86è de la classificació general
- 2009. 106è de la classificació general
- 2014. 112è de la classificació general
- 2016. 115è de la classificació general
- 2017. 133è de la classificació general

### Resultats a la Volta a Espanya
- 2004. 94è de la classificació general
- 2008. Abandona (18a etapa)
- 2009. 126è de la classificació general
- 2011. 131è de la classificació general
- 2014. 68è de la classificació general

### Resultats al Tour de França
- 2005. 131è de la classificació general
- 2006. 80è de la classificació general
- 2007. 113è de la classificació general
- 2008. 130è de la classificació general
- 2010. 162è de la classificació general
- 2011. 115è de la classificació general
- 2012. 109è de la classificació general
- 2013. 85è de la classificació general
- 2015. 120è de la classificació general